# سیمز (بازی ویدئویی)
سیمز (به انگلیسی: The Sims) یک بازی ویدئویی به سبک استراتژی شبیه‌سازی زندگی و یکی از پر فروش‌ترین بازی‌های تاریخ است که توسط ماکسیس توسعه یافته و به‌وسیلهٔ الکترونیک آرتس منتشر شده‌است. این بازی اولین قسمت از مجموعه بازی‌های سیمز می‌باشد.

## ریشه نام
نام سیمز که اشاره به افرادی دارد که در بازی زندگی می‌کنند و خود این کلمه مخفف کلمه انگلیسی «The Simulations» به معنای شبیه‌سازی (مجازی) است.

## روند بازی
در سیمز، بازیکن باید بتواند زندگی یک خانواده را از طریق دستور دادن کنترل کند. هم‌چنین هر فرد نیازهای خاصی دارد؛ مثلاْ غذا خوردن، برقراری ارتباط عاطفی، ازدواج، خوابیدن، استحمام و… که فرد با دستور دادن او را در رفع این نیازها یاری می‌کند و این نیازها با کمک وسایل خانه رفع می‌شود. برای خوابیدن فرد باید تخت‌خواب داشته باشد و هرچه تخت‌خواب گران‌تر باشد، با سرعت بیشتری نیاز خواب او رفع می‌شود. برای خریدن این وسایل و غذا خوردن، فرد باید پولی درآورد که می‌تواند به‌وسیله شغل‌های دزد، پلیس، پرستار، نظامی و… باشد و بسته به توانایی‌هایش حقوق می‌گیرد. بازی نقطهٔ پایان مشخص ندارد، اما اتفاقات جالبی که در این بازی رخ می‌دهد باعث هیجان آن می‌شود.

## یادداشت
برای این بازی تاکنون بسته‌های الحاقی زیادی ساخته و روانه بازار شده‌اند که از مهم‌ترین آن‌ها به موارد زیر می‌توان اشاره کرد:
- The Sims 2 Family Fun Stuff,
- The Sims 2 Glamour Life Stuff,
- The Sims 2 Nightlife,
- The Sims 2 Open For Business,
- The Sims 2 Pets,
- The Sims 2 University,
- The Sims™ 2 Apartment Life,
- The Sims™ 2 Bon Voyage,
- The Sims™ 2 Celebration! Stuff,
- The Sims™ 2 FreeTime,
- The Sims™ 2 H&M® Fashion Stuff,
- The Sims™ 2 IKEA® Home Stuff,
- The Sims™ 2 Kitchen & Bath Interior Design Stuff,
- The Sims™ 2 Mansion and Garden Stuff,
- The Sims™ 2 Seasons,
- The Sims™ 2 Teen Style Stuff